# Kamar de los Reyes
Kamar de los Reyes (San Juan, 8 novembre 1967 – Los Angeles, 24 dicembre 2023) è stato un attore portoricano di teatro, televisione e cinema.
È noto soprattutto per il personaggio di Antonio Vega nella soap opera della ABC Una vita da vivere e per quello di Raul Menendez, il principale antagonista del videogioco del 2012, Call of Duty: Black Ops 2.

## Filmografia

### Cinema
- Salsa, regia di Boaz Davidson (1988)
- Ghetto Blaster, regia di Alan Stewart (1989)
- East L.A. Warriors, regia di Addison Randall (1989)
- Coldfire - Polvere fredda (Coldfire), regia di Wings Hauser (1990)
- Lethal Ninja, regia di Stefan Rudnicki (1991)
- The Silencer, regia di Amy Goldstein (1992)
- Il cavaliere della strada (Street Knight), regia di Albert Magnoli
- Gli occhi della vendetta (Da Vinci's War), regia di Raymond Martino (1993)
- Famiglia in fuga (Fatherhood), regia di Darrell Roodt (1993)
- Gli intrighi del potere - Nixon (Nixon}, regia di Oliver Stone (1995)
- Deadalus is Dead, regia di Michael Easton (1996) - corto
- Buscando un sueno, regia di Joseph Medina (1997)
- Café Mambo, regia di Reuben Gonzalez (2000)
- The Cell - La cellula (The Cell), regia di Tarsem Singh (2000)
- Love & Suicide, regia di Lisa France (2005)
- Cayo, regia di Vicente Juarbe (2005)
- Salt, regia di Phillip Noyce (2010)
- Hot Guys with Guns, regia di Doug Spearman (2013)
- Apocalisse a Los Angeles (LA Apocalypse), regia di Michael J. Sarna (2014)
- Amelia 2.0, regia di Adam Orton (2017)
- First Strike Butcher Knife, (2017) - corto

### Televisione
- Reporter d'assalto (The Corpse Had a Familiar Face), regia di Joyce Chopra – film TV (1994)
- Hollywood - La valle delle bambole (Valley of the Dolls) – serie TV, 65 episodi (1994)
- E.R. - Medici in prima linea (ER) – serie TV, episodi 1x18-1x19-1x20 (1995)
- Una vita da vivere (One Life to Live) – soap opera, 287 episodi (1995-2009)
- New York Undercover – serie TV, episodi 2x15-2x16 (1996)
- Swift - Il giustiziere (Swift Justice) – serie TV, episodio 1x07 (1996)
- Four Corners – serie TV, 5 episodi (1998)
- Bugiarda (Blood on Her Hands), regia di Steven Robman – film TV (1998)
- Terra promessa (Promised Land) – serie TV, episodi 3x06-3x09-3x11-3x13 (1998-1999)
- Total Recall 2070 – serie TV, episodi 1x15-1x16 (1999)
- Il tocco di un angelo (Touched by an Angel) – serie TV, episodio 5x26 (1999)
- Ultime dal cielo (Early Edition) – serie TV, episodio 4x03 (1999)
- The Way She Moves, regia di Ron Lagomarsino – film TV (2001)
- Undefeated, regia di John Leguizamo – film TV (2003)
- Law & Order - I due volti della giustizia (Law & Order) – serie TV, episodio 15x18 (2005)
- CSI: Miami – serie TV, episodio 7x23 (2009)
- Law & Order: Criminal Intent – serie TV, episodi 8x08-8x16 (2009)
- The Mentalist – serie TV, episodio 4x08 (2011)
- Reed Between the Lines – serie TV, episodi 1x11-1x16-1x22 (2011)
- Blue Bloods – serie TV, episodi 3x22-3x23 (2013)
- Pretty Little Liars – serie TV, episodio 4x09 (2013)
- Major Crimes – serie TV, episodio 3x03 (2014)
- Castle – serie TV, episodio 7x12 (2015)
- Abducted - Mai senza mia figlia (Abducted: The Story of Jocelyn Shaker), regia di Conor Allyn - film TV (2015)
- Kingdom – serie TV, episodio 2x15 (2016)
- Shooter – serie TV, episodio 1x05 (2016)
- Sleepy Hollow – serie TV, 13 episodi (2017)
- MacGyver – serie TV, episodio 2x21 (2018)
- The Gifted – serie TV, episodio 2x03 (2018)
- SEAL Team – serie TV, episodi 2x09-2x10 (2018)
- The Passage – serie TV, episodi 1x07-1x08-1x09 (2019)
- The Rookie – serie TV, 5 episodi (2021)
- All American – serie TV, 8 episodi (2022-2023)
- Daredevil - Rinascita (Daredevil: Born Again) - serie TV, 2 episodi (2025)
- Washington Black, regia di Wanuri Kahiu, Maurice Marable  e Rob Seidenglanz – miniserie TV, puntata 2 (2025)

### Videogiochi
- Call of Duty: Black Ops II (2012)
- Call of Duty: Black Ops IIII (2018)
- Call of Duty: Vanguard (2021)
- Call of Duty: Mobile (2022)

## Doppiatori italiani
Nelle versioni in italiano delle opere in cui ha recitato, Kamar de los Reyes è stato doppiato da:
- Riccardo Scarafoni in CSI: Miami, Daredevil: Rinascita
- Marco Mete in Hollywood - La valle delle bambole
- Dimitri Riccio in Law & Order: Criminal Intent
- Massimiliano Virgilii in The Mentalist
- Stefano Santerini in Major Crimes
- Christian Iansante in Blue Bloods
- Francesco Sechi in Pretty Litte Liars
- Fabrizio Dolce in Castle
- Enrico Pallini in Sleepy Hollow
- Pierluigi Astore in The Gifted
- Oliviero Cappellini in The Rookie
- Alessio Cigliano in All American
- Antonio Palumbo in Washington Black

Da doppiatore è sostituito da:
- Giancarlo Giannini in Call of Duty: Black Ops II
- Marco Morellini in Call of Duty: Black Ops IIII